# Nikolaus Guittienne
Nikolaus Guittienne (* 12. Februar 1804 in Niedaltdorf; † 21. Dezember 1866 ebenda) war Bürgermeister und Mitglied des preußischen Abgeordnetenhauses.

## Leben

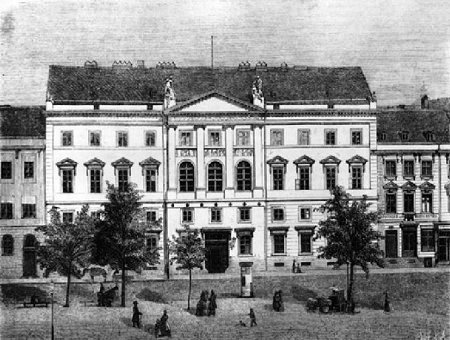
Preußisches Abgeordnetenhaus in Berlin

Nikolaus Guitienne wurde als Sohn des Gutsbesitzers Johann oder Jean Mathias Guittienne (1775–1848) und dessen Ehefrau Margarethe Heitz (1768–1829) geboren und wuchs mit seinen Geschwistern Matthias und Johannes (1809–1899, Politiker) auf.
Im Amt Oberesch bekleidete er von 1831 bis 1852 das Amt des Bürgermeisters und war im Jahre 1839 und von 1841 bis 1845 stellvertretendes Mitglied des Rheinischen Provinziallandtages.
Für den Wahlkreis Regierungsbezirk Trier war er von 1851 bis 1864 Mitglied des preußischen Abgeordnetenhauses.